# Noboru Shimura
Noboru Shimura (japanisch 志村 謄 Shimura Noboru; * 11. März 1993 in Kawagoe) ist ein japanischer Fußballspieler.

## Karriere
Shimura erlernte das Fußballspielen in der Saitama Heisei High School. Seinen ersten Vertrag unterschrieb er 2011 beim Japan Soccer College. Hier stand er bis Anfang 2015 unter Vertrag. Am 1. März 2015 ging er nach Europa, wo er in Montenegro einen Vertrag beim FK Berane unterschrieb. Der Verein aus Berane spielte in der ersten Liga, der Prva Crnogorska Liga. Für Berane bestritt er elf Erstligaspiele. Zu Beginn der neuen Saison wechselte er im Juli 2015 zum ebenfalls in der ersten Liga spielenden FK Mornar Bar nach Bar. Für den Verein aus Bar bestritt er 30 Erstligaspiele. Am 1. Juli 2016 unterschrieb er einen Vertrag beim Ligakonkurrenten FK Bokelj Kotor. Der Vertrag wurde jedoch Mitte Juli 2016 wieder aufgelöst. Der FK Sutjeska Nikšić aus Nikšić, ebenfalls ein Erstligist, nahm ihn nach der Vertragsauflösung für eine Saison unter Vertrag. Mit dem Verein gewann er 2017 den Fußballpokal. Das Finale gegen FK Grbalj Radanovići wurde mit 1:0 gewonnen. Für Nikšić bestritt er 31 Erstligaspiele. Im Sommer 2017 verließ er Montenegro und ging nach Serbien, wo ihn der Erstligist FK Spartak Subotica aus Subotica unter Vertrag nahm. Die Saison 2019 wurde er in sein Heimatland zum Zweitligisten FC Machida Zelvia verliehen. In Machida kam er jedoch nur auf zwei Zweitligaeinsätze. Nach der Ausleihe kehrte er nach Serbien zurück. Nach insgesamt 147 Ligaspielen, in denen er elf Tore schoss, wechselte er im Juni 2023 nach Thailand, wo er sich dem Erstligisten Port FC aus der Hauptstadt Bangkok anschloss.

## Erfolge
FK Sutjeska Nikšić
- Montenegrinischer Pokal: 2016/17